# Towar pierwszej potrzeby
Towar pierwszej potrzeby – artykuł, który jest niezbędny w codziennym życiu człowieka.
Są to najczęściej towary niezbędne do zaspokojenia najważniejszych ludzkich potrzeb, takie jak: środki spożywcze (żywność, napoje), leki, odzież i pościel. Według branży FMCG należą do nich także kosmetyki, środki czystości, alkohol i wyroby tytoniowe. W społeczeństwie informacyjnym dobrem pierwszej potrzeby staje się informacja.
Braki w dystrybucji artykułów pierwszej potrzeby mają wpływ na poziom życia społeczeństwa, przekładający się na jego stosunek do władzy.